# The Final Countdown (sång)
"The Final Countdown" är en låt från 1986 skriven av Joey Tempest och framförd av den svenska rockgruppen Europe. Singeln gavs ut i februari 1986. Den var med på albumet The Final Countdown.
Fanfaren i början av låten skrevs av Joey Tempest på en lånad synthesizer och var producerad för att användas som en jingel vid öppnandet av ett diskotek med namnet Galaxy i Berns salonger. Basisten John Levén tyckte melodin var bra och uppmanade Tempest att göra en riktig låt av den, vilket han gjorde.
Låttexten handlar om att lämna jorden i en rymdfarkost. Den är inspirerad av David Bowies – Space Oddity. I september 2022 passerade låten 1 miljard spelningar på Youtube.
Låten förekommer i TV-spelen NHL 11, NHL Slapshot,  Singstar 80's och Just Dance 4.

## Listplaceringar
| Lista (1986-1987) | Position |
| ----------------- | -------- |
| Argentina         | 1        |
| Bahamas           | 1        |
| Belgien           | 1        |
| Bulgarien         | 1        |
| Danmark           | 1        |
| England           | 1        |
| Finland           | 1        |
| Frankrike         | 1        |
| Grekland          | 1        |
| Irland            | 1        |
| Italien           | 1        |
| Japan             | 1        |
| Jugoslavien       | 1        |
| Luxemburg         | 1        |
| Monaco            | 1        |
| Nederländerna     | 1        |
| Polen             | 1        |
| Portugal          | 1        |
| Schweiz           | 1        |
| Sovjetunionen     | 1        |
| Spanien           | 1        |
| Sverige           | 1        |
| Sydafrika         | 1        |
| Turkiet           | 1        |
| Tyskland          | 1        |
| Österrike         | 1        |
| Australien        | 2        |
| Norge             | 4        |
| Kanada            | 5        |
| USA               | 8        |
| Nya Zeeland       | 14       |

### Fotnoter
1. ↑  ”Europe – slumpen som blev en succé”. https://www.arbetarbladet.se/2013-12-14/europe--slumpen-som-blev-en-succe. Läst 6 juli 2023.
2. ↑  Niklas Wahllöf (13 september 2022). ”Så blev ”The final countdown” hela världens fanfar: ”Det sker något magiskt när vi spelar den””. Dagens Nyheter. https://www.dn.se/kultur/sa-blev-the-final-countdown-hela-varldens-fanfar-det-sker-nagot-magiskt-nar-vi-spelar-den/. Läst 13 september 2022.
3. 1 2 3 4 5 6 7 8 9 10 11 12 13 14 15 16 17 18 19 20 21 22 23 24 25 26 27 28 29 30 31  ”Listplacering”. http://lescharts.com/showitem.asp?interpret=Europe&titel=The+Final+Countdown&cat=s. Läst 11 juni 2011.